# Üzbég Wikipédia
Az Üzbég Wikipédia (üzbég nyelven: Oʻzbekcha Vikipediya) a  Wikipédia projekt üzbég nyelvű változata, egy internetes enciklopédia. Az üzbég nyelvű Wikipédia jelenleg két írásmóddal is elérhető: latin betűkkel és cirill betűkkel.

## Mérföldkövek
- 2003. december – elindul az oldal
- Jelenlegi szócikkek száma: 140 014 (2021. április 15.)